# イデガール
座標: 北緯53度05分49秒 東経6度35分06秒 / 北緯53.09694度 東経6.58500度

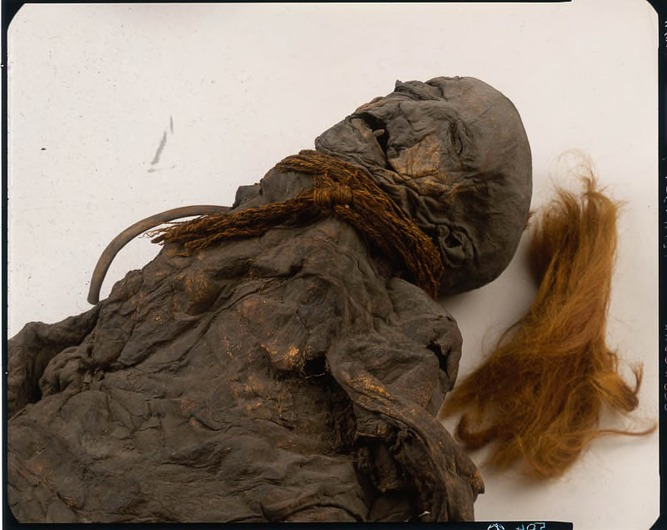
イデガールの頭部及び胴部

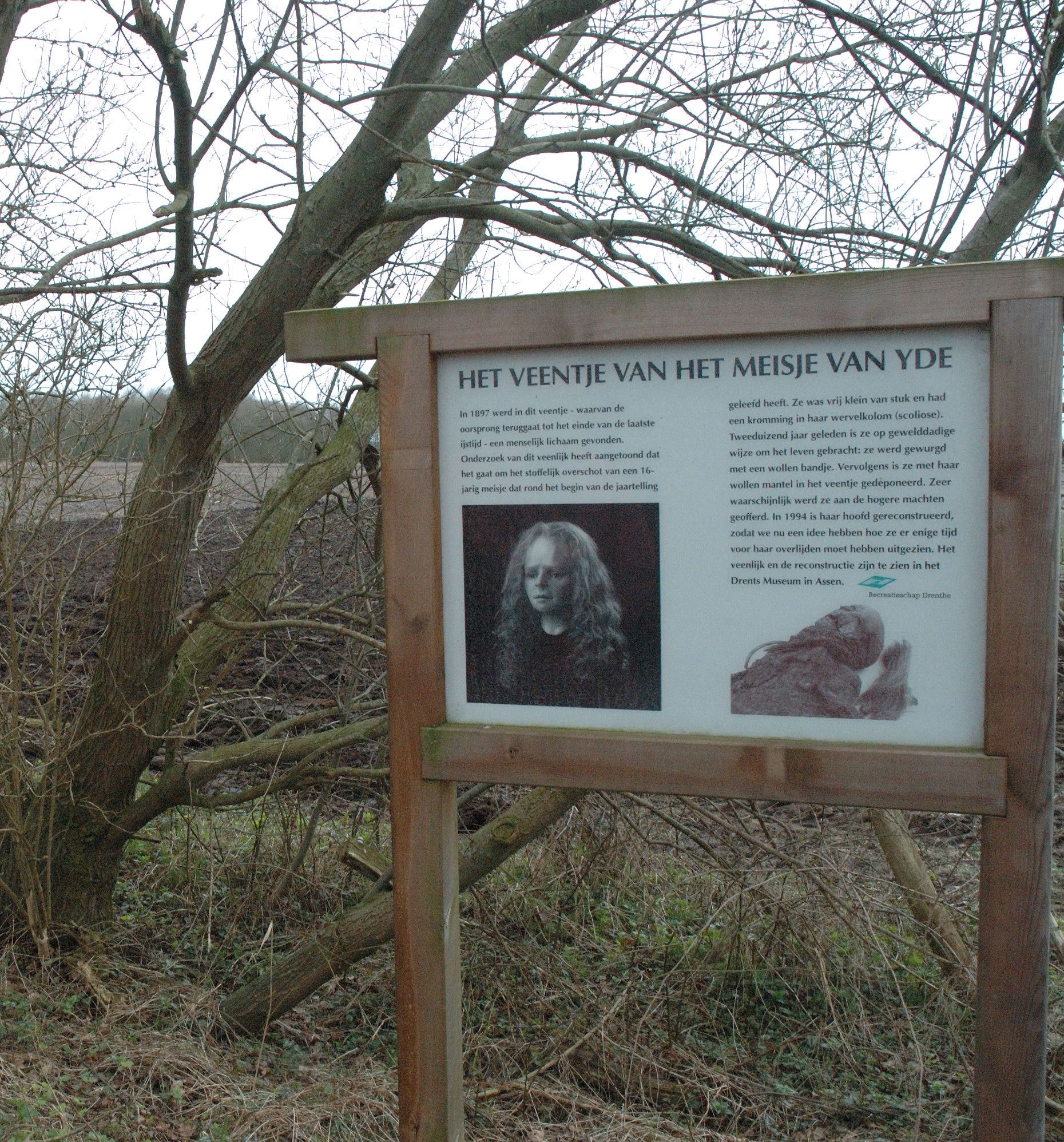
イデガールが発見された場所を示す看板。復顔写真も掲出されている

イデガール (英語: [ˈɪdə] ( 音声ファイル))はオランダのイデ村近郊にあるStijfveen泥炭湿地で発見された湿地遺体である。
発見日は1897年5月12日で、発見時の保存状態（とりわけ頭髪）が極めて良好であったことで知られるが、その後当局関係者に切り売りされるなどし、半月後には深刻な損傷を受けた状態になった。遺骸の歯や髪の大部分は、村人によって頭骨から引き抜かれた。泥炭切り出しの用具によっても大きく損傷したと報告されている。

## 調査

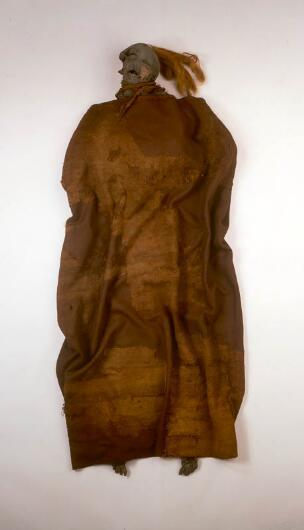
イデガールの遺骸

炭素14による年代測定では、イデガールは紀元前54年から紀元後128年の間に、16歳前後で死亡したものであろうことが示された。彼女は長く赤みがかった金髪であり、当初片方の側頭部の頭髪が死亡前に剃り落とされたと推定されていた。しかしヴィンデビーIに関する近年の研究に基づけば、湿地遺体の頭髪が剃り落とされていたように見える現象は、単に頭部の片側だけが比較的長期にわたり酸素に晒されたことによって引き起こされているものである。またスキャニングにより彼女は脊椎側彎症を患っていたことが明らかになった。身長は137cmであり、16歳女性としては比較的低身長である。
発見時の遺骸はスプラング技法で編まれた羊毛のケープと羊毛の帯をまとっており、これらは首に巻き付けられていたため、彼女は処刑されたか生贄にされたものと推測される。鎖骨付近には刺し傷もみられるが、これが致命傷であったかは断定されていない。彼女の遺骸は、ドイツで発見された類似の湿地遺体であるカイハウゼンボーイの左手に防御を試みてついたと推定される切り傷があるのと異なり、残されている手腕部に防御創がみられないため、意識不明の状態下で死亡したと考えられている。多くの湿地遺体と同様、皮膚や顔つき部分は湿地の水分に含まれるタンニン酸の効果によって保存されている。イデガールが発掘された際、採掘者が誤って頭部を損傷させた。今日損なわれず残存しているのは、彼女の胴部・頭部・右手・両足のみである。それ以外の部位はもともと保存されていなかったか、泥炭切り出しの作業によって損なわれた。

## 展示
イデガールは博物館に展示されたが、詳細な調査は1992年まで実施されていなかった。マンチェスター大学のリチャード・ニーヴがイデガールの頭部のCTスキャンを行い、解剖学・歴史学の両面から彼女の年齢を推定した。ニーヴが形成外科学や犯罪病理学の技術を用いて彼女の復顔を行ったことで、イデガールの存在は世界的に知られるようになった。ただし遺骸の状態の問題があり、この復顔は少なからず推測に基づく部分（鼻など）を含んでいる。イデガールおよびその復元像はアッセンのドレンツ博物館に展示されている。
イデガールはニューフェーセンマンやウェールディンゲメンと共に、2000年代初めから半ばにかけて世界中の博物館で展示された。彼女の死因がショッキングなものであるということから、カナダ国内の数箇所で展示のための移動を妨害する動きもあった。